# 鄭仁植
鄭 仁植（チョン・インシク、朝鮮語: 정인식、1911年7月15日 - 没年不詳（1951年4月25日?））は、大韓民国の政治家。第2代韓国国会議員。

## 経歴
全羅南道光山郡芝山面（現・光州広域市光山区）出身。徽文中学校中退、儆新中学校卒。芝山面長を務めたほか、1950年の第2代総選挙に国民会の公認で立候補して当選し、国会議員を務めた。
朝鮮戦争中の1950年8月20日ごろに北朝鮮側の関係者によって拉致され、1956年7月より在北平和統一促進協議会の中央委員として召喚され、1958年12月に平安北道義州郡の農牧場に移住したとされる。以降の動向や活動ついての詳細は不明だが、戦中の1951年4月25日に既に死去したという説もある。2005年7月20日から25日までに、『在北人士の墓』が公開されたことにより墓所が明らかとなった。